# Épenède

Épenède este o comună în departamentul Charente, Franța. În 1 ianuarie 2022 avea o populație de 191 de locuitori.